# Кордемуа, Жеро де
Жеро де Кордемуа (фр. Géraud de Cordemoy; 6 октября 1626, Париж — 15 октября 1684, Париж) — историк и картезианский философ, склонявшийся к окказионализму (т. e. к учению, не допускавшему реального взаимодействия и постоянного соотношения между душой и телом).
Был, по рекомендации Боссюэ, преподавателем дофина Людовика (сына Людовика XIV). Преподавал ему историю. 2 декабря 1675 года избран членом Французской академии. В 1683 году возглавил её. В конце годы жизни работал над «Историей Франции». В 1685—1689 гг. вышли первый и второй том этого сочинения.
Его главное сочинение — «Le discernement de l'âme et du corps» (1666). Кроме того, Кордемуа написал ряд статей под заглавием «Traités de metaphysique et d’histoire» (1704) и «Histoire de France depuis le temps des Gaulois jusqu’en 787» (П., 1685—1689). 
Сын Жеро — известный теоретик архитектуры Жан-Луи де Кордемуа.